# Sparassidae
Sparassidae (trước đây là Heteropodidae) là một họ nhện. Trong tiếng Anh chúng được gọi là Huntsman spiders (nhện thợ săn) vì tốc độ và cách săn mồi của nó. Chúng cũng được gọi là giant crab spiders (nhện cua lớn), do kích thước và bề ngoài của nó. Con lớn hơn đôi khi được gọi là nhện gỗ vì chúng ưa thích sinh sống ở nơi có gỗ, hay nhện đồng hồ. Ở nam châu Phi chúng được gọi là nhện mưa và nhện ăn thằn lằn.

## Các chi

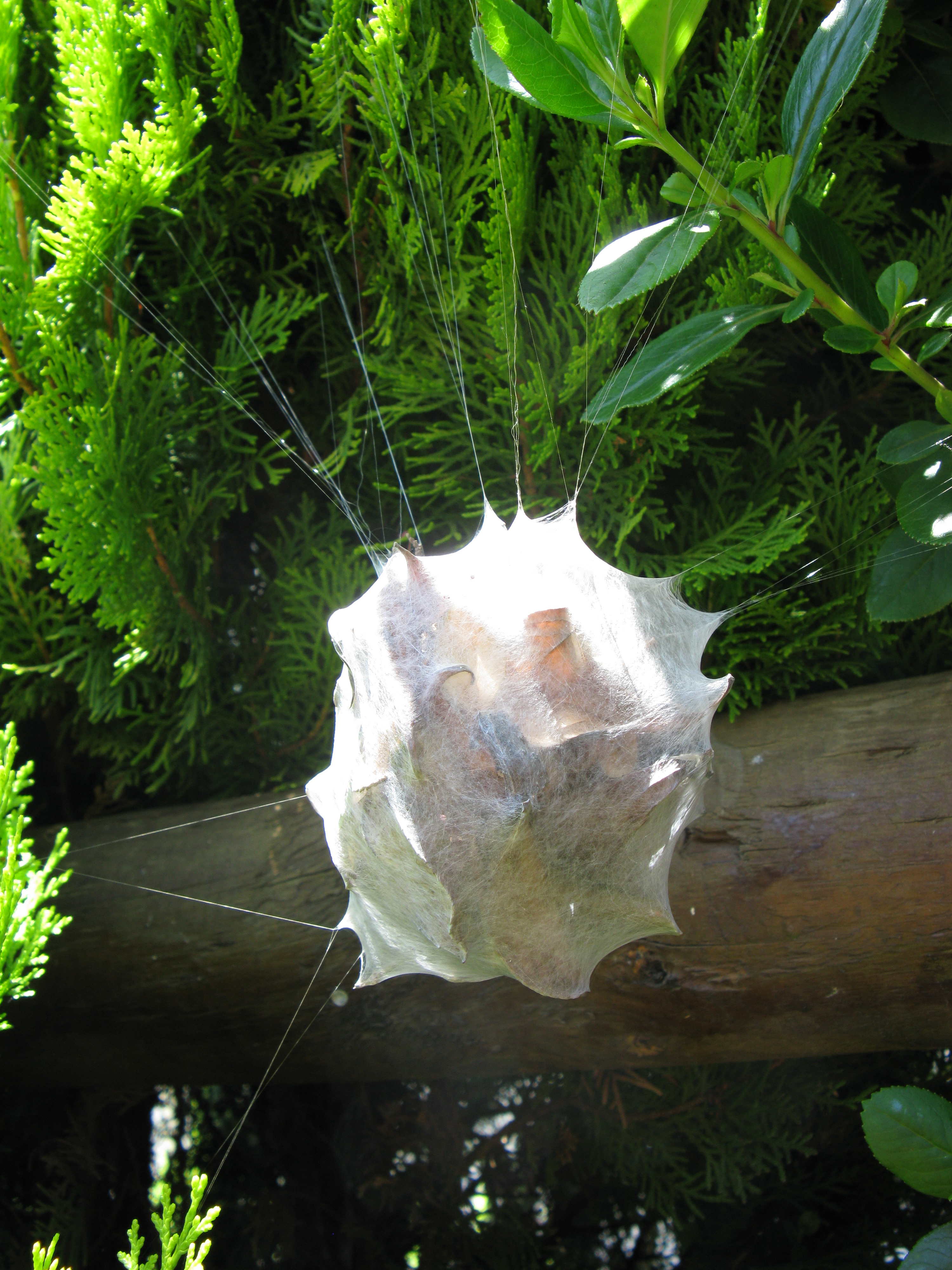
Một cái kén của nhện thợ săn

- Adcatomus
- Anaptomecus
- Anchognatha
- Beregama
- Berlandia
- Bhutaniella
- Carparachne
- Cebrennus
- Cerbalus
- Cercetius
- Chrosioderma
- Clastes
- Damastes
- Decaphora
- Defectrix
- Delena
- Dermochrosia
- Eodelena
- Eusparassus
- Exopalystes
- Geminia
- Gnathopalystes
- Heteropoda
- Holconia
- Irileka
- Isopeda
- Isopedella
- Keilira
- Leucorchestris
- Macrinus
- Martensopoda
- Megaloremmius
- Micrommata
- Nolavia
- Nonianus
- Olios
- Orchestrella
- Origes
- Paenula
- Palystella
- Palystes
- Panaretella
- Pandercetes
- Parapalystes
- Pediana
- Pleorotus
- Polybetes
- Prusias
- Prychia
- Pseudomicrommata
- Pseudopoda
- Pseudosparianthis
- Remmius
- Rhacocnemis
- Rhitymna
- Sagellula
- Sampaiosia
- Sarotesius
- Sinopoda
- Sivalicus
- Sparianthina
- Sparianthis
- Spariolenus
- Spatala
- Staianus
- Stasina
- Stasinoides
- Stipax
- Strandiellum
- Thelcticopis
- Thomasettia
- Tibellomma
- Tychicus
- Typostola
- Vindullus
- Yiinthi
- Zachria